# Wuthering Heights (film, 2011)
Wuthering Heights är en brittisk film från 2011 i regi av Andrea Arnold. Filmen är baserad på romanen Svindlande höjder (1847) av Emily Brontë.

## Rollista (urval)
- Kaya Scodelario – Catherine Earnshaw
- James Howson – Heathcliff
- Oliver Milburn – mr Linton
- Nichola Burley – Isabella Linton
- Eve Coverley – Isabella Linton som ung